# 5106 Mortensen
5106 Mortensen eller 1987 DJ är en asteroid i huvudbältet som upptäcktes den 19 februari 1987 av den danska astronomen Poul Jensen vid Brorfelde-observatoriet. Den är uppkallad efter Inger Mortensen en släkting till den danska astronomen Karl Augustesen.
Asteroiden har en diameter på ungefär 14 kilometer och den tillhör asteroidgruppen Eos.